# کلرید وانادیم (II)
کلرید وانادیم(II) (به انگلیسی: Vanadium(II) chloride) با فرمول شیمیایی VCl۲ یک ترکیب شیمیایی با شناسه پاب‌کم ۶۶۳۵۵ است. که جرم مولی آن 121.847 g/mol می‌باشد. شکل ظاهری این ترکیب، جامد سبز کمرنگ است.